# Штефанко Олег Степанович
Олег Стефан раніше Олег Степанович Штефанко (нар. 7 вересня 1959) — радянський та російський актор, який став популярним у Росії після того, як переїхав туди вивчати акторську майстерність. Згодом він став американським кіноактором після еміграції до США.

## Життєпис
Олег Штефанко вивчав акторську майстерність у Москві, закінчивши у 1980 році, потім став членом московського Малого театру . Він знявся в кількох радянських фільмах до розпаду Радянського Союзу в 1991 році.
У 1992 році Олег Стефан емігрував до США. Там він знявся в ряді популярних телевізійних серіалів, включаючи Frasier і JAG . Він також зіграв роль у фільмі Роберта Де Ніро «Добрий пастир» разом із Меттом Деймоном .
Після 2003 року Олег Стефан повернувся в російську індустрію розваг, знявшись у головних і другорядних ролях у кількох фільмах на московських кіностудіях.
У 2005 році він був номінований на премію «Золота німфа» як найкращий актор на 45-му Міжнародному фестивалі телевізійних фільмів у Монте-Карло.

## Особисте життя
Перша дружина — Лариса Штефанко. Перебували в шлюбі з 1988 по 2013 рік.
Дочка — Христина. Син — Джон (Іван), народився наприкінці 1990-х років. Його було вирішено назвати Іваном. Але через деякий час його ім'я змінили на Джон, оскільки це більш милозвучно для американців.
Друга дружина — Ганна Штефанко.

## Фільмографія
| Рік       | Назва                                                    | Роль                                           | Примітки             |
| --------- | -------------------------------------------------------- | ---------------------------------------------- | -------------------- |
| 1980      | Контрольна смуга                                         | рядовий Рудзік                                 |                      |
| 1981      | Бідна Маша                                               | Костя                                          |                      |
| 1981      | Молодість                                                | Семен Круглов                                  | Епізод «Візит»       |
| 1981      | Через Гобі і Хінган                                      | Ваня Соколов                                   |                      |
| 1981      | Сільська історія                                         | Євген                                          |                      |
| 1983      | Червоні дзвони. Фільм 2. Я бачив народження нового світу | Офіцер                                         |                      |
| 1983      | Іспит на безсмертя                                       | Курсант                                        |                      |
| 1983      | Обрив                                                    | Вікентьєв                                      |                      |
| 1984      | Опудало                                                  | епізод                                         |                      |
| 1985      | У пошуках капітана Гранта                                | Капітан Джон Манглс                            | телефільм            |
| 1985      | Битва за Москву                                          | старший лейтенант Манчич                       | кіноепопея (2 серії) |
| 1985      | Суперники                                                | Сергій Дроздов                                 |                      |
| 1986      | Вірую в любов                                            | Володя, військовий льотчик, залицяльник Ксенії |                      |
| 1987      | Точка повернення                                         | Михайло Блинков, льотчик, командир Ан-2        |                      |
| 1987      | Абориген                                                 | Олег                                           |                      |
| 1989      | Воно                                                     | Дмитро Прокоф'єв                               |                      |
| 1991      | Останній бункер                                          | Калініченко                                    |                      |
| 1991      | Оголена в капелюсі                                       | Зуєв, журналіст                                |                      |
| 1991      | Бухта смерті                                             | Юра Медунов                                    |                      |
| 1992      | Майстер Сходу                                            | Андрій                                         |                      |
| 1993      | Заручники диявола                                        | Сергій Іванович                                |                      |
| 1996      | Тихоокеанський блакитний                                 | Зігмонд                                        | Серіал               |
| 2001      | Серцеїдки                                                | Керівник кремлівського оркестру                |                      |
| 2001      | Вічна битва                                              | Президент Росії Качицький                      |                      |
| 2003      | Фрейзер                                                  | Володимир                                      | телесеріал           |
| 2003      | Як сказав Джим                                           | Саша                                           | телесеріал           |
| 2005      | Космічна гонка                                           | Олексій Леонов                                 | телесеріал           |
| 2005      | Тихий партнер                                            | Клієнт                                         |                      |
| 2006      | Прорив                                                   | генерал Селіванов                              |                      |
| 2006      | Елітне військо                                           | Петро                                          | Епізод «Зміна варти» |
| 2006      | Кінофестиваль, або Порт Ейзенштейн                       | Актор Блок                                     |                      |
| 2006      | Прізвище                                                 | Воздвиженський                                 |                      |
| 2006      | Московська місія                                         | Мартін                                         |                      |
| 2006      | Хибна спокуса                                            | Улісс / Стас Сіянко                            |                      |
| 2007      | Код апокаліпсису                                         | Майк Гатчінс                                   |                      |
| 2009      | Подвійна гра                                             | Борис Фетьов                                   |                      |
| 2010      | Все можливо                                              |                                                |                      |
| 2011-2018 | Лісник                                                   | Зубов Леонід Матвійович                        | телесеріал           |
| 2016      | Американці                                               | Анатолій Вікторович                            | телесеріал           |
| 2017      | Червоний                                                 | Ворон                                          |                      |
| 2019      | Автобус номер 13                                         | Двірник                                        |                      |
| 2023      | Тетріс                                                   | Микола Бєліков                                 |                      |

## Визнання та нагороди
- 2003 — VII міжнародний євро-азіатський телефорум, удостоєний гран-прі за виконання головної ролі у фільмі «Господа офіцери»
- 2005 — номінація на 45-му Міжнародному телевізійному Фестивалі в Монте-Карло на «Золоту німфу» (Gold Nymph Award) за кращу чоловічу роль
- 2007 — Берлінський міжнародний фестиваль, нагороджений Срібним берлінським ведмедем
- 2020 — Заслужений артист Російської Федерації (26 серпня 2020 року) — за великий внесок у розвиток вітчизняної культури та мистецтва, багаторічну плідну діяльність[3].